# Comuna Cervona Motovîlivka, Fastiv
Cervona Motovîlivka (în ucraineană Червона Мотовилівка) este o comună în raionul Fastiv, regiunea Kiev, Ucraina, formată din satele Cervona Motovîlivka (reședința), Tarasenkî, Velîka Motovîlivka și Vîșneakî.

## Demografie
Componența lingvistică a comunei Cervona Motovîlivka
     Ucraineană (96,91%)
     Rusă (2,42%)
     Alte limbi (0,12%)
Conform recensământului din 2001, majoritatea populației comunei Cervona Motovîlivka era vorbitoare de ucraineană (96,91%), existând în minoritate și vorbitori de rusă (2,42%).